# Territoriale prelatuur Chuquibambilla
De territoriale prelatuur Chuquibambilla (Latijn: Praelatura Territorialis Chuquibambillensis) is een rooms-katholieke territoriale prelatuur met als zetel Chuquibambilla, in Peru. De territoriale prelatuur is suffragaan aan het aartsbisdom Cuzco. Alle prelaten tot heden (2024) waren lid van de Augustijnen. 

## Geschiedenis
De territoriale prelatuur werd opgericht op 26 aril 1968, uit delen van het bisdom Abancay. 

## Parochies
De territoriale prelatuur had in 2021 een oppervlakte van 8.700 km2 en telde 128.000 inwoners waarvan 90,0% rooms-katholiek was.

## Prelaten
- Lorenzo Miccheli Filippetti (12 augustus 1976 - 16 juli 1986)
- Domenico Berni Leonardi (29 maart 1989 - 24 april 2018)
- Edinson Edgardo Farfán Córdova (7 december 2019 - heden; apostolisch administrator sinds 24 april 2018)

Cuzco (aartsbisdom) · Abancay · Chuquibambilla (territoriale prelatuur) · Sicuani